# Tredici (Mumble Rumble)
Tredici è il terzo album del gruppo musicale femminile Mumble Rumble, uscito nel 2008 per la Latlantide.

## Tracce
1. Saved
2. Clematis
3. The Right Choice
4. Precious Faces
5. (On My) Skin
6. Rock Waltz
7. Playtime
8. Dedicata
9. Don't Cry
10. Global War
11. Respiro
12. Ora
13. Specie